# Pomněnkovec velkolistý
Pomněnkovec velkolistý (Brunnera macrophylla) je vytrvalá, nízká, modře kvetoucí rostlina vysazována do venkovních květinových záhonů. Je jedním z nejčastěji pěstovaných druhů nevelkého rodu pomněnkovec.
Druh pochází z oblastí okolo Kavkazu a z přilehlého území v Turecku, je považován za kolchidský element. Jeho domovinou jsou opadavé listnaté lesy montánního a subalpínského vegetačního stupně a je vysazován v rozlehlém euroasijském mírném pásu. Ojediněle zplaňuje do volné přírody, v České republice byl prvně pozorován v roce 1965.

## Ekologie
Tato nenáročná a dlouhověká rostlina sice preferuje polostín, ale může růst i ve stínu. Nejlépe ji svědčí hluboká humózní nebo hlinitá, nevysychavá půda. Za předpokladu, že má průběžně dostatek vláhy, poroste i na plném slunci. Na vyschnutí reaguje povadlými listy, po zavlažení rychle regeneruje. Rostlina začíná rašit počátkem dubna, na podzim zatahuje a přečká zimu jako hemikryptofyt. Je bez problémů mrazuvzdorná do −40 °C.

## Popis
Vytrvalá bylina se vzpřímenými lodyhami vysokými 20 až 50 cm. Vyrůstají z tmavého, vřetenovitého kořene s 2 cm hrubým, šupinatým oddenkem dlouhými až 15 cm. Jednoduché, drsně chlupaté lodyhy se větví až v květenstvích. Přízemní listy vyrůstají v trsu a řapíky mají 5 až 25 cm dlouhé. Srdčité čepele jsou na bázi hluboce vykrojené, na vrcholu protáhle do špičky a mohou být veliké až 10 × 13 cm. Tvarově podobné, málo početné, střídavě vyrůstající lodyžní listy jsou drobnější, směrem vzhůru se jejich velikost i délka řapíku zkracuje a stávají se přisedlými. Všechny listy jsou vrásčité a porostlé tuhými chloupky.
Květy s krátkými stopkami bývají 4 mm velké a rostou v řídkých vijanech s dlouhými vřeteny. Oboupohlavné, pětičetné květy mají vytrvalý kalich s kopinatými lístky nahoře zahrocenými. Modrá až modrofialová, široce kolovitá koruna je v ústi korunní trubky žlutá a má bílou šupinatou pakorunku. Tyčinky s prašníky nevyčnívají z korunní trubky a jsou s ní v polovině srostlé. Spodní semeník má jednu čnělku s bliznou. Rostliny kvetou v dubnu a květnu, opylovány jsou hmyzem. Květ vzhledem připomíná květ pomněnky, odtud i jeho české rodové jméno.
Plody jsou tvrdky rozpadávají na čtyři jednosemenné vejčité plůdky podélně vroubkované.

## Rozmnožování
Rostlina se samovolně rozmnožuje semeny a pomoci pupenů na šupinatých oddencích. V zahradnictví se k řízenému množení používají semena vysévána brzy po dozrání, mnohem častěji je však rozmnožována vegetativně, dělením trsů, při kterém se spolehlivě zachovávají vlastnosti mateřské rostliny.

## Význam

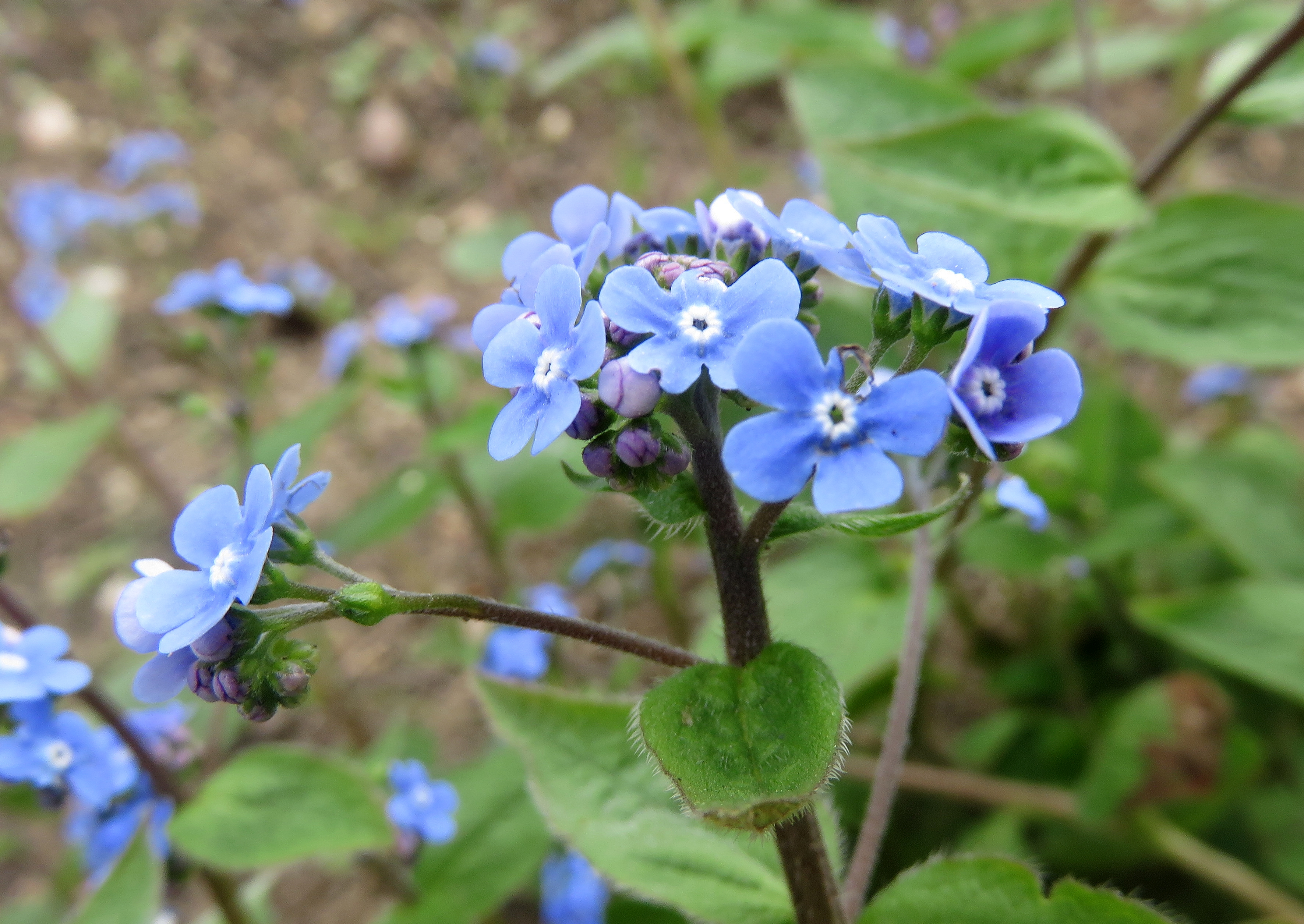
Květy pomněnkovce velkolistého

Pomněnkovec velkolistý je řazen mezi trvalky záhonového charakteru, které nejsou náročné na kvalitu půdy, údržbu ani množství slunečního svitu. Používá se v zahradní a krajinářské architektuře hlavně v místech, která jsou různě intenzívně zastíněná a je na nich dostatečně vlhko. Také se vysazuje, i když nepříliš často, okolo zahradních jezírek nebo ve skupinách stínomilných rostlin. Rostliny téměř netrpí nemocemi nebo živočišnými škůdci.
Brzy z jara jsou vítána jeho jemná, modrá květenství připomínající drobné pomněnky a po celé vegetační období je atraktivní svými bazálními listy. Byly také vyšlechtěny mnohé kultivary odlišující se velikosti a vybarvením listů a některé i s bílými květy, např. 'Mr. Morse'.

## Galerie

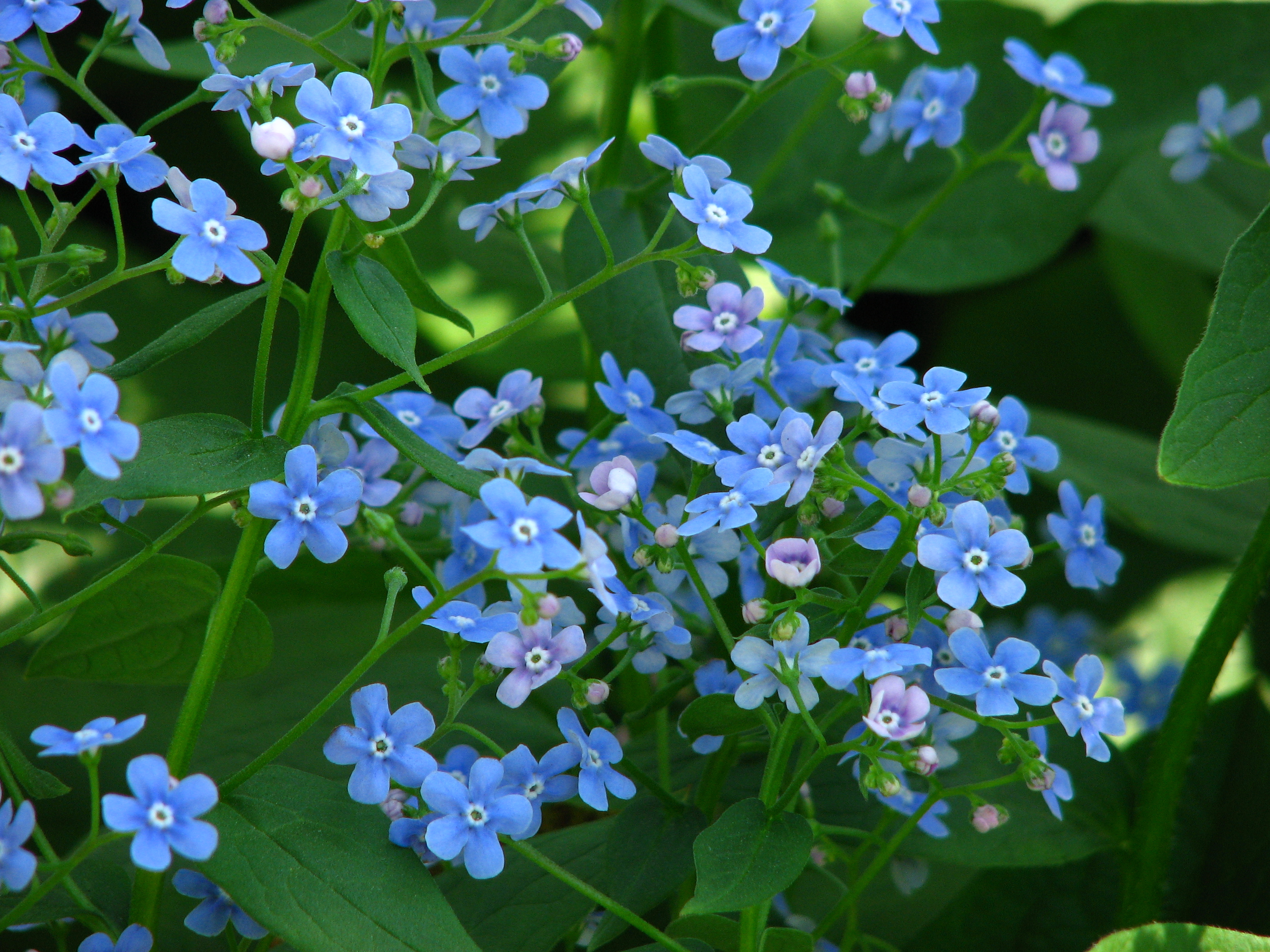
Květy
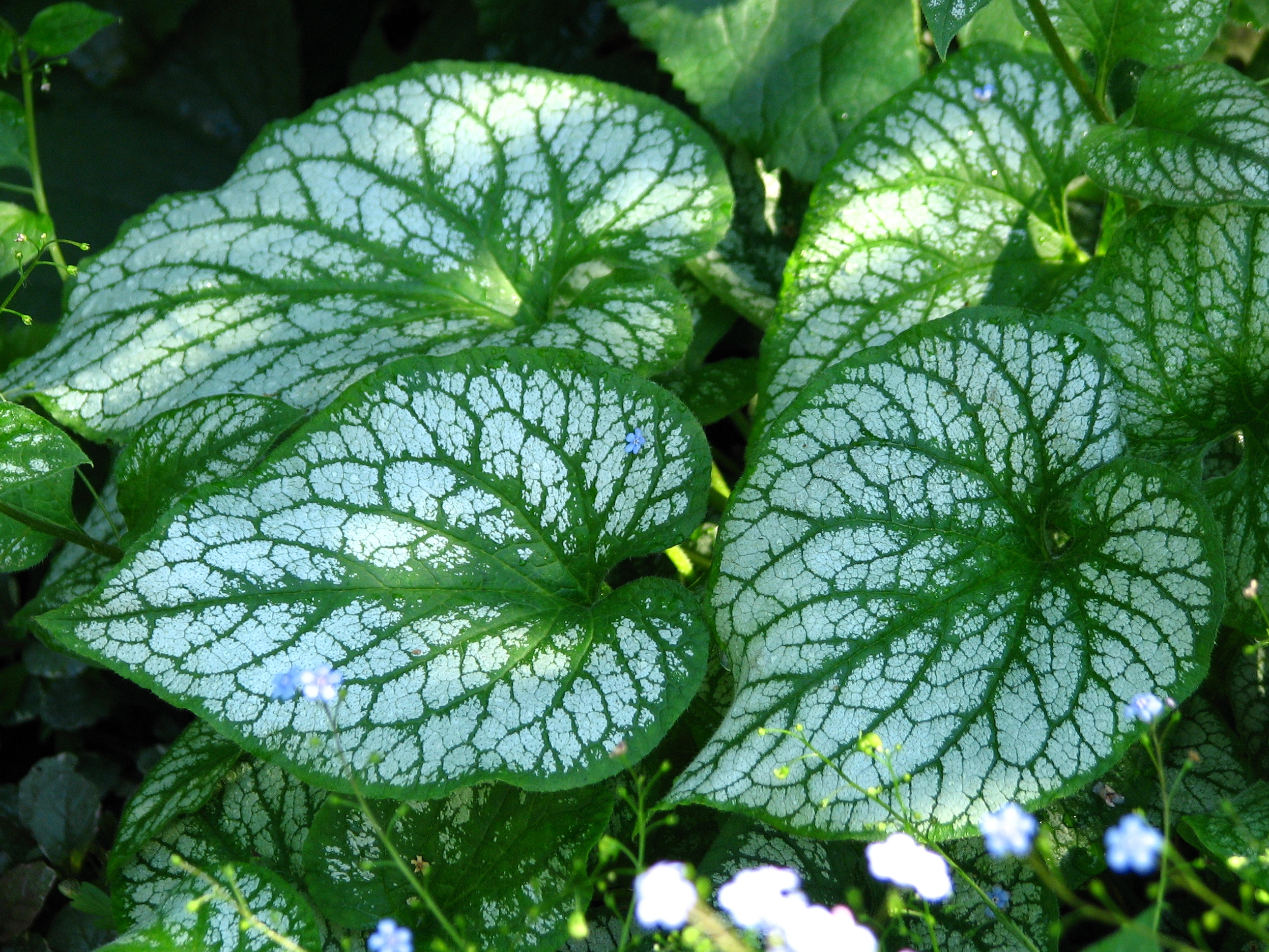
Kultivar 'Jack Frost'
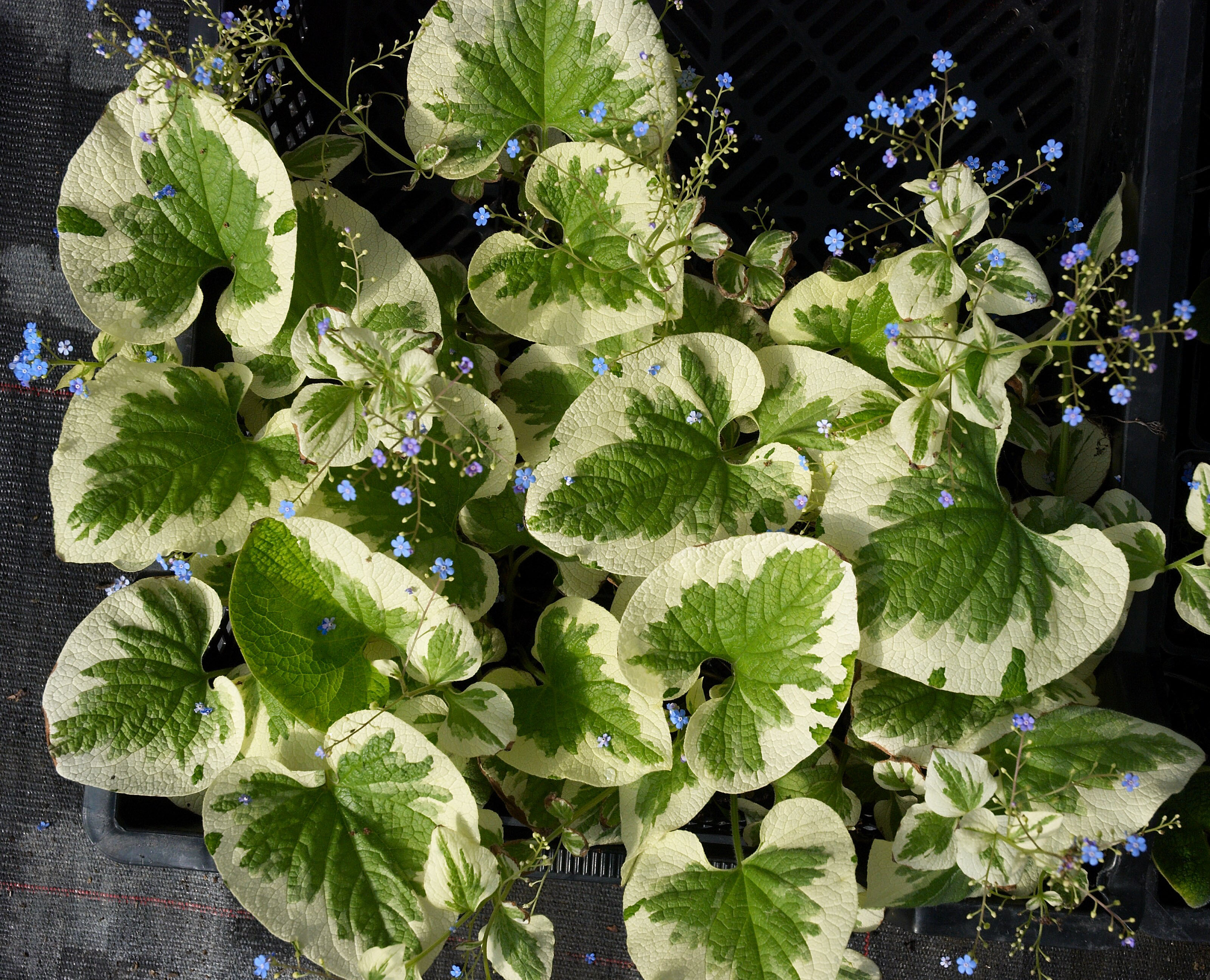
Kultivar 'Variegata'
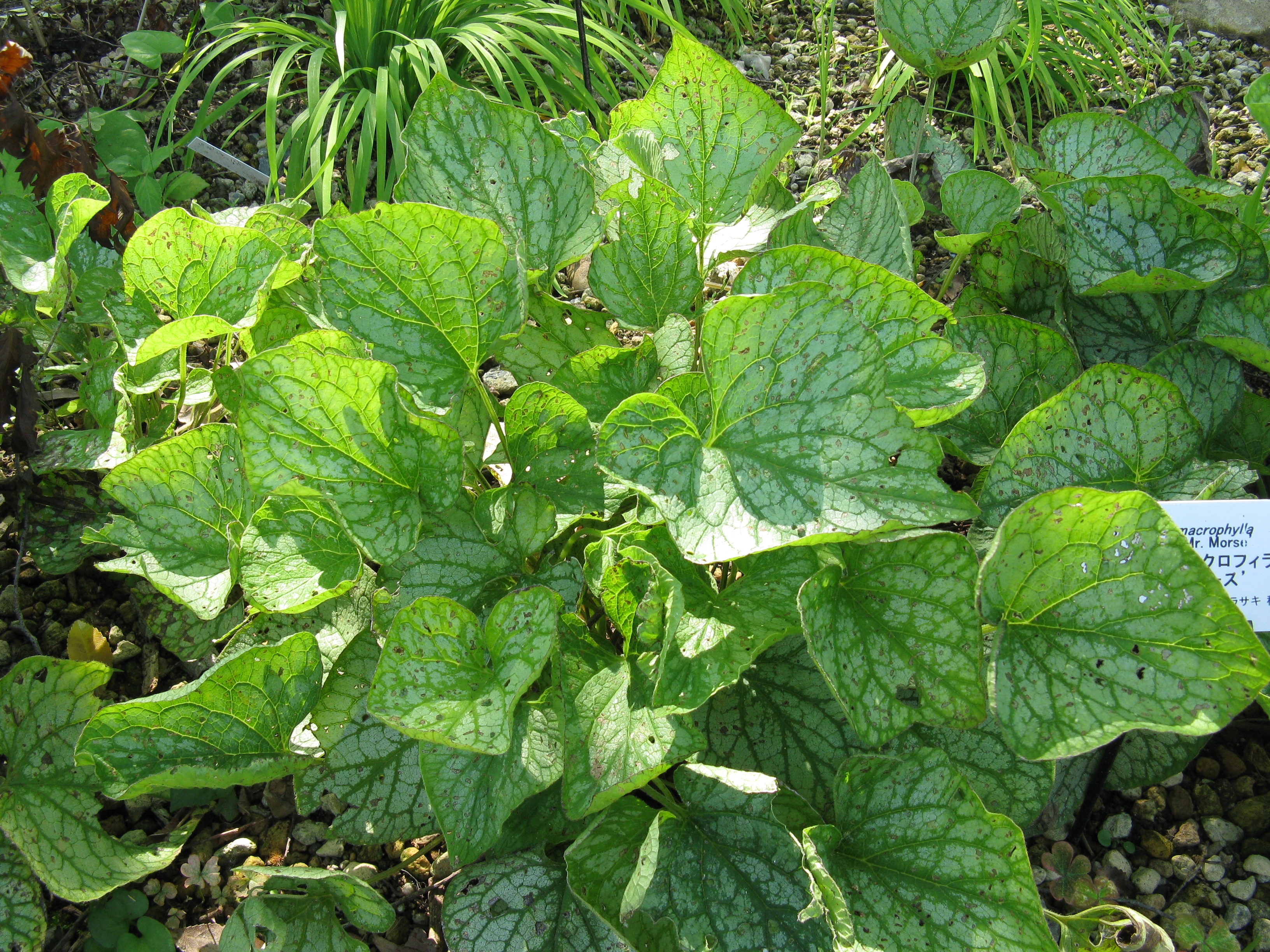
Kultivar 'Mr. Morse'